# Vice admiral (Australie)
Pour les articles homonymes, voir Vice-amiral.
Vice admiral (abrégé VADM) est le seconde grade le plus élevé de la Royal Australian Navy (RAN). Il s'agit d'un grade trois étoiles, créé comme un équivalent direct du grade britannique de vice-admiral. Le grade est détenu par le chief of Navy et, lorsque les postes sont occupés par des officiers de la marine, par le vice-chef des forces de défense (en) et le chef des opérations conjointes (en), le chef des capacités interarmées (en) ou un poste équivalent.
Le vice-amiral est un grade supérieur au contre-amiral, mais inférieur à celui de l'amiral. Ce grade est l'équivalent de maréchal de l'air dans la Royal Australian Air Force et de lieutenant général dans l'Australian Army.
Depuis le milieu des années 1990, l'insigne d'un vice-amiral de la Royal Australian Navy est la couronne de saint Édouard au-dessus d'un sabre croisé et d'un bâton, au-dessus de trois étoiles d'argent, surplombé du mot « AUSTRALIA ». Les étoiles ont huit points comme dans l'insigne équivalent de la Royal Navy. Avant 1995, l'épaulette de la RAN était identique à l'épaulette britannique.